# William Houstoun
För den amerikanske fysikern se William Vermillion Houston
William Houstoun (/'haʊstən/), även stavat Houston, född omkring 1755 i Savannah i Georgia, död där 17 mars 1813, var en amerikansk plantageägare, jurist och statsman.

## Biografi
William Houstouns far, sir Patrick Houstoun, var delegat i Georgias koloniaslstyre. William Houstoun fick en liberal uppfostran som inkluderade utbildning hos advokatsamfundet på Inner Temple i London. Han kallades hem under amerikanska frihetskriget 1775–1783. De flesta av hans släktingar var prominenta ämbetsmän som var lojala med den engelska kronan men William Houstoun stödde utbrytarna. Han var delegat för Georgia i Kontinentalkongressen och sedan under konstitutionskonventet i Philadelphia 1787 som resulterade i att USA:s konstitution antogs, men han var inte på plats vid undertecknandet.
Han gifte sig med Mary Bayard, som tillhörde en framstående New York-familj. Hans svärfar hade en större gård på Manhattan och det som sedermera blev Houston Street på Manhattan gick igenom svärfaderns ägor och namngavs efter William Houstoun, trots stavningen.
Han avled 1813 i Savannah men gravsattes i St. Paul's Chapel i New York.